# Baron Gwydyr
Baron Gwydyr, of Gwydyr in the County of Carnarvon, war ein erblicher britischer Adelstitel in der Peerage of the United Kingdom.
Der Titel wurde am 16. Juni 1796 für den Politiker Sir Peter Burrell, 2. Baronet, geschaffen. Er hatte bereits am 6. April 1787 von seinem kinderlosen Großonkel Sir Merrik Burrell, 1. Baronet (1699–1787) den fortan nachgeordneten Titel Baronet, of West Grinstead Park in the County of Sussex, geerbt, der diesem am 5. Juli 1766 in der Baronetage of Great Britain, mit einer besonderen Erbregelung zugunsten von Peters Vater Peter Burrell (1724–1775) verliehen worden war.
Sein Sohn, der 2. Baron, erbte am 29. Dezember 1828 von seiner Mutter Priscilla Bertie, 21. Baroness Willoughby de Eresby (1761–1828) auch deren am 26. Juli 1313 in der Peerage of England geschaffenen Adelstitel als 22. Baron Willoughby de Eresby. Als dessen Sohn, der 23. Baron Willoughby de Eresby und 3. Baron Gwydyr, am 26. August 1870 kinderlos starb, fiel die Baronie Willoughby de Eresby in Abeyance zwischen seinen Schwestern, während die nur in männlicher Linie erbliche Baronie Gwydyr, sowie die Baronetcy, an seinen Cousin Peter Burrell als 4. Baron Gwydyr. Beim Tod von dessen einzigem Sohn, dem 5. Baron Gwydyr, am 13. Februar 1915, der seine beiden Söhne überlebte, erloschen beide Titel.

## Liste der Barons Gwydyr (1796)
- Peter Burrell, 1. Baron Gwydyr (1754–1820)
- Peter Drummond-Burrell, 22. Baron Willoughby de Eresby, 2. Baron Gwydyr (1782–1865)
- Albyric Drummond-Willoughby, 23. Baron Willoughby de Eresby, 3. Baron Gwydyr (1821–1870)
- Peter Burrell, 4. Baron Gwydyr (1810–1909)
- Willoughby Burrell, 5. Baron Gwydyr (1841–1915)